# Медалі «За бездоганну службу» в ПВУ, «Ветеран прикордонних військ України»
Медалі «За бездоганну службу» в ПВУ I, II, III ступенів та «Ветеран прикордонних військ України» — відомчі заохочувальні відзнаки за вислугу років Державного комітету у справах охорони державного кордону України (Держкомкордон України), Прикордонних військ України (ПВУ). Після реформування ПВУ в ДПСУ не вручаються.

## Історія нагород
На підставі Указу Президента України №157 від 21.02.2002 [Архівовано 12 лютого 2019 у Wayback Machine.] Держкомкордон отримав вказівку в двомісячний термін надати комісії з державних нагород і геральдики для експертизи свої розробки медалей за вислугу років. Медалі «За бездоганну службу» в ПВУ I, II, III ступенів та «Ветеран прикордонних військ України» були затверджені, перше вручення медалей сталося до Дня Незалежності України. Автор художньо-конструкторського рішення - художник Микола Лебідь.
Після реформування ПВУ в ДПСУ медалі за вислугу років ПВУ були замінені новими, зразка ДПСУ. Наказом Адміністрації Державної прикордонної служби України від 30 квітня 2004 року № 365 засновані нові відомчі заохочувальні відзнаки — медалі «За бездоганну службу» [в ДПСУ] І-го, ІІ-го, ІІІ-го ступенів та «Ветеран Державної прикордонної служби України». 
На лютий 2019 року чинний Наказ МВС України № 368 від 16.04.2013 [Архівовано 1 лютого 2019 у Wayback Machine.], яким запроваджені нові відомчі відзнаки - в т.ч. медалі «10 років сумлінної служби», «15 років сумлінної служби», «20 років сумлінної служби»; медаль "Ветеран служби".  

## Положення про відзнаки
Положення про відомчі заохочувальні медалі «3а бездоганну службу» та «Ветеран прикордонних військ України»
1. Відомчими заохочувальними медалями «За бездоганну службу» та «Ветеран прикордонних військ України» нагороджуються генерали, офіцери і прапорщики Прикордонних військ України, які досягли високих показників у професійній підготовці, є взірцем вірності присязі та у виконанні військового обов'язку щодо охорони державного кордону.
2. Медаль «За бездоганну службу» має три ступені: медаль «За бездоганну службу» I ступеня, медаль «За бездоганну службу» II ступеня, медаль «За бездоганну службу» III ступеня. Вищим ступенем є І ступінь.
3. Медалями нагороджуються військовослужбовці за умови бездоганної служби у календарному обчисленні і досягнення високих показників у професійній підготовці:
  - «За бездоганну службу»
    - III ступеня — особи, які прослужили не менше 10 років;
    - II ступеня — особи, які прослужили не менше 15 років;
    - І ступеня — особи, які прослужили не менше 20 років.

  - «Ветеран прикордонних військ України» — особи, які прослужили не менше 25 років.
4. Нагородження медалями «За бездоганну службу» та «Ветеран прикордонних військ України» здійснюється на підставі наказу Державного комітету у справах охорони державного кордону.
5. Представлення військовослужбовців до нагородження медалями «За бездоганну службу» та «Ветеран прикордонних військ України» проводиться після закінчення встановленого строку вислуги років за поданням начальників управлінь, самостійних відділів та служб, командирів з’єднань і частин.
6. Повторне нагородження медалями «За бездоганну службу» та «Ветеран прикордонних військ України» одного і того ж ступеня не проводиться. Особи, які нагороджені відповідними медалями Радянського Союзу, до повторного нагородження не представляються.
7. Нагородження медалями «За бездоганну службу» та «Ветеран прикордонних військ України» проводиться послідовно від нижчого ступеня до вищого.
8. Вручення медалей «За бездоганну службу» та «Ветеран прикордонних військ України» проводиться Головою Державного комітету або за його дорученням одним із заступників. Командувачами напрямів та ректором Національної академії Прикордонних військ України.
9. Нагородженому медалями «За бездоганну службу» та «Ветеран прикордонних військ України» вручається медаль і посвідчення до неї, а також робиться відповідний запис в особовій справі.
10. Медалі «За бездоганну службу» та «Ветеран прикордонних військ України» носяться на лівому боці грудей і розміщуються після інших відомчих відзнак Голови державного комітету.
11. Позбавлення медалей «За бездоганну службу» та «Ветеран прикордонних військ України» може бути проведено Головою державного комітету у разі скоєння нагородженим вчинку, що дискредитує звання прикордонника.

## Опис медалей
Опис відомчих заохочувальних медалей «3а бездоганну службу» та «Ветеран прикордонних військ України»
Відомчі заохочувальні відзнаки - медалі «За бездоганну службу» та «Ветеран прикордонних військ України» виготовляються із томпака жовто-бронзового та смарагдово-зеленого кольору відповідно і мають форму медальйонів. На лицьовому боні (аверс) медальйонів - зображення емблеми Прикордонних військ України на тлі золотого проміння та прикордонного стовпа з Малим Державним Гербом України. На зворотному боці медалей «За бездоганну службу» та «Ветеран прикордонних військ України» (реверс) відповідні написи «За бездоганну службу в ПВУ» та «Ветеран прикордонних військ України» із зображенням лаврової гілки — символу гідності і слави. Лицьовий та зворотній боки медальйонів оздоблено бортиком завтовшки 0,7 мм. Усі зображення рельєфні. Розмір медальйона: діаметр 2.5 мм, товщина — 2,5 мм.
Медальйон за допомогою кільця з вушком сполучається з прямокутною колодкою, обтягнутою стрічкою. Ткана стрічка на колодці медалі «За бездоганну службу» всіх ступенів має три вертикальні смуги рівної ширини: малинову, жовту, малинову; справа та зліва-смути кольору смарагдової зелені. Ткана стрічка на колодці медалі «Ветеран прикордонних військ України» має п'ять вертикальних смуг рівної ширини: малинову, білу, малинову, білу, малинову. Розмір колодки: довжина — 41 мм, ширина — 28 мм. На зворотному боці колодки застібка для кріплення до одягу.
Колодка медалі «За бездоганну службу» І, II, Ill ступенів у верхній частині несе на собі знак відмінності ступеня, виконаного з жовто-бронзового металу — римську цифру відповідного ступеня, розміщену в кільці.